# Gina Mascetti
Gina Mascetti (Roma, 24 aprile 1911 – Roma, 14 settembre 1995) è stata un'attrice italiana.

## Biografia
Caratterista dal fisico corpulento, fu una comprimaria in molti film degli anni cinquanta e sessanta. Lanciata da Federico Fellini, con il quale interpretò Luci del varietà (1950) e Lo sceicco bianco (1952), nel ruolo della moglie-virago di Alberto Sordi, si specializzò poi in parti di popolane spesso aggressive ed impiccione; da ricordare, inoltre, il suo cammeo toscaneggiante in Che fine ha fatto Totò Baby? di Paolo Heusch e Mario Castellani.
Lavorò per molti anni sui palcoscenici del teatro di rivista, spesso in coppia con sua figlia Rina Mascetti, attrice attiva fra gli anni sessanta e settanta al cinema, in teatro e in televisione.
Fu anche attrice radiofonica per la Rai, sin dal dopoguerra, dove si distinse soprattutto per la sua voce romanesca. Intervenne di frequente in programmi locali di Radio Roma come Radio Campidoglio e Campo de' Fiori.
Morì a Roma il 14 settembre 1995, a 84 anni.

## Filmografia parziale

Gina Mascetti con Alberto Sordi in Lo sceicco bianco 1952

### Cinema
- Sotto il sole di Roma, regia di Renato Castellani (1948)
- Luci del varietà, regia di Federico Fellini (1950)
- Luna rossa, regia di Armando Fizzarotti (1951)
- Cameriera bella presenza offresi..., regia di Giorgio Pàstina (1951)
- Dramma sul Tevere, regia di Tanio Boccia (1952)
- Cento piccole mamme, regia di Giulio Morelli (1952)
- Due soldi di speranza, regia di Renato Castellani (1952)
- 5 poveri in automobile, regia di Mario Mattoli (1952)
- Lo sceicco bianco, regia di Federico Fellini (1952)
- Accadde al commissariato, regia di Giorgio Simonelli (1954)
- Una parigina a Roma, regia di Erich Kobler (1954)
- Il campanile d'oro, regia di Giorgio Simonelli (1955)
- Da qui all'eredità, regia di Riccardo Freda (1955)
- La canzone del cuore, regia di Carlo Campogalliani (1955)
- Malafemmena, regia di Armando Fizzarotti (1957)
- Parola di ladro, regia di Gianni Puccini e Nanni Loy (1957)
- La nonna Sabella, regia di Dino Risi (1957)
- Tuppe tuppe, Marescià!, regia di Carlo Ludovico Bragaglia (1958)
- Ladro lui, ladra lei, regia di Luigi Zampa (1958)
- Gli zitelloni, regia di Giorgio Bianchi (1958)
- La scimitarra del Saraceno, regia di Arthur Lubin e Bruno Vailati (1959)
- 3 straniere a Roma, regia di Claudio Gora (1958)
- Il cavaliere del castello maledetto, regia di Mario Costa (1959)
- I baccanali di Tiberio, regia di Giorgio Simonelli (1960)
- Un dollaro di fifa, regia di Giorgio Simonelli (1960)
- Scandali al mare, regia di Marino Girolami (1961)
- Il ladro di Bagdad, regia di Arthur Lubin e Bruno Vailati (1961)
- Le magnifiche 7, regia di Marino Girolami (1961)
- Maciste all'inferno, regia di Riccardo Freda (1962)
- Twist, lolite e vitelloni, regia di Marino Girolami (1962)
- L'ira di Achille, regia di Marino Girolami (1962)
- La pupa, regia di Giuseppe Orlandini (1963)
- Che fine ha fatto Totò Baby?, regia di Ottavio Alessi (1964)
- Io uccido, tu uccidi, regia di Gianni Puccini (1965)
- I due sergenti del generale Custer, regia di Giorgio Simonelli (1965)
- I due sanculotti, regia di Giorgio Simonelli (1965)
- Granada, addio!, regia di Marino Girolami (1967)
- Due rrringos nel Texas, regia di Marino Girolami (1967)
- A suon di lupara, regia di Luigi Petrini (1968)
- Franco, Ciccio e le vedove allegre, regia di Marino Girolami (1968)
- Il pistolero segnato da Dio, regia di Calvin Jackson Padget (1968)
- Pensiero d'amore, regia di Mario Amendola (1969)
- Satiricosissimo regia di Mariano Laurenti (1970)
- Una prostituta al servizio del pubblico e in regola con le leggi dello stato, regia di Italo Zingarelli (1970)
- Correva l'anno di grazia 1870, regia di Alfredo Giannetti (1971)
- Trastevere, regia di Fausto Tozzi (1971)
- Le belve, regia di Giovanni Grimaldi (1971)
- Canterbury proibito, regia di Italo Alfaro (1972)
- Il santo patrono, regia di Bitto Albertini (1972)
- L'arma, l'ora, il movente, regia di Francesco Mazzei (1973)
- Il fidanzamento, regia di Giovanni Grimaldi (1975)
- Uomini si nasce poliziotti si muore, regia di Ruggero Deodato (1976)

### Televisione
- All'ultimo minuto, episodio "L'acqua alla gola", regia di Ruggero Deodato (1972)
- Qui squadra mobile, quinto episodio, regia di Anton Giulio Majano (1976)
- Dov'è Anna?, regia di Piero Schivazappa – miniserie TV (1976)

## Teatro
- Sogni in 3 D[2]
- 2 soldi di rivista[3]
- La verità... ha le gambe corte[4]

## Prosa televisiva Rai
- L'ultima Boheme di Ghigo De Chiara, regia di Silverio Blasi (1964)[5]
- Il triangolo rosso di Fede Arnaud, regia di Pietro Nelli (1967)[6]
- Mi chiamo Bruno Proietti... di Benedicò e Rontini, regia di Piero Schivazappa (1971)[7]
- Farfalle di Lucio Mandarà, regia di Dante Guardamagna (1972)[8]

## Varietà radiofonici Rai
- Campidoglio, settimanale domenicale realizzato da Giovanni Gigliozzi.

## Doppiatrici
- Tina Lattanzi in  La famiglia Passaguai, 3 straniere a Roma
- Wanda Tettoni in Il ladro di Bagdad, Il pistolero segnato da Dio
- Rina Morelli in La nonna Sabella
- Giovanna Scotto in Ladro lui, ladra lei
- Alba Maiolini in Trastevere